# Наполеон Зервас
Наполеон Зервас (грч. Ναπολέων Ζέρβας; Арта, 17. мај 1891 — Атина, 10. децембар 1957) је био официр грчке војске и вођа грчких националистичких устаника за време Другог светског рата.
Зервас је организовао и водио ЕДЕС - (гр. Εθνικός Δημοκρατικός Ελληνικός Σύνδεσμος, ср. Народна Демократска Грчка Заједница, алтернативни превод Народна Републиканска Грчка Лига), герилску формацију против нацистичке окупације Грчке. Раније присталица Венизелоса, Зервас је био вођа ЕДЕС-а, коју је основао као алтернативу комунистичком ЕЛАС-покрету. Његове акције биле су усресређене углавном на Епир. Учествовао је и у саботажи моста у Горгопотамосу, чиме је било озбиљно отежано појачање немачком афричком корпу Ервина Ромела.
После рата Зервас је био министар за јавни ред у влади Димитриоса Максимоса, а у влади Софоклиса Венизелоса министар за рад. Након што комунистички партизани напали његове јединице, у јавности су се појавиле гласине о његовим могућим везама са немачким окупатором у току рата, на шта је Зервас био принуђен да заврши своју политичку каријеру. Левичарски политичари су га оптужили и за етничко чишћење албанске мањине Камен у Епиру за време рата, за коју се сматрало да је подржавала немачку војску. Операције против Камена биле су наређене од савезничке команде у Египту, а значајан број британских официра су били официри за везу ради координације операција.
У Нерајиди у префектури Теспротији данас стоји споменик Наполеону Зервасу, где се сваке године слави његова победа над немачком војском у Нерајиди 1944. године.